# 和硕淑慎公主
和硕淑慎公主（1708年—1784年），废太子允礽第六女，清朝第一位下嫁蒙古親貴卻住在京城的公主。

## 生平
康熙四十七年正月初二日丑时出生，奉恩輔國公弘曣之親姐，生母為侧福晋唐氏。雍正初年抚养宫中。雍正四年（1726）十二月，下嫁科尔沁博尔济吉特氏理藩院額外侍郎观音保，並且封為和硕淑慎公主 (mergen ginggun hooi gungju) 。雍正七年 (1729) 十二月十二日，內務府奏和碩和惠公主之婚事請照從前淑慎和碩公主陪嫁之例給予。由此可知，淑慎公主下嫁額駙觀保時，俱將三反叛抄沒家人女孩十人十戶，以及入官並存留的一間三等莊和一間半分莊作為陪嫁。
和硕淑慎公主是清朝第一位下嫁蒙古親貴卻住在京城的公主。乾隆三十六年，崇庆皇太后八旬万寿庆典時，淑慎和硕公主获赐「如意一柄、手炉一个、小荷包二个、鼻烟壶一个、胭脂一匣和宫粉一匣」。乾隆三十七年八月十六日，和硕淑慎公主之女循郡王福晋到淑慎公主府探看母親，当日回畅春园。循郡王永璋於乾隆二十五年去世後，三福晋便一直寡居在壽康宫及畅春园。乾隆四十九年九月初十日亥刻，淑慎公主去世，享年七十七歲。總管內務府大臣永瑢為將已故淑慎公主府人口和莊頭，準備分給綿懿貝勒府當差之事請示高宗的旨意。鑲黃旗安昌管領下人長史保柱護送公主靈柩至科爾沁地方，辦理公主的喪事。